# Kōki Habata
Kōki Habata (japanisch 羽畑 公貴 Habata Kōki; * 22. Juli 1983 in der Präfektur Wakayama) ist ein ehemaliger japanischer Fußballspieler.

## Karriere
Habata erlernte das Fußballspielen in der Jugendmannschaft von Gamba Osaka. Seinen ersten Vertrag unterschrieb er 2002 bei den Gamba Osaka. Der Verein spielte in der höchsten Liga des Landes, der J1 League. Für den Verein absolvierte er zwei Erstligaspiele. 2004 wechselte er zum Zweitligisten Sagan Tosu. Für den Verein absolvierte er 22 Ligaspiele. Danach spielte er bei den Shizuoka FC, Kindai Wakayama FC, Arterivo Wakayama und FC Osaka. Ende 2009 beendete er seine Karriere als Fußballspieler.